# Nightingale Corona
La Nightingale Corona est une corona de la planète Vénus.

## Origine du nom
Elle est nommée d'après Florence Nightingale, une infirmière anglaise. Les coronae portent, par convention, des noms de déesses : mais lors de sa découverte elle a été considérée comme un cratère et nommée en fonction de cela. Ce n'est qu'en 1983, quand elle a été observée par imagerie radar grâce aux sondes Venera 15 et Venera 16, que sa vraie nature fut remarquée.

## Géographie
Elle se trouve à une latitude de 63.6° N, et de longitude 129.5° E.
Elle a un diamètre de 471 kilomètres, et est la 35e corona sur Vénus.